# Pseudechiniscus dicrani
Pseudechiniscus dicrani är en djurart som tillhör fylumet trögkrypare, och som beskrevs av Mihelcic 1938. Pseudechiniscus dicrani ingår i släktet Pseudechiniscus och familjen Echiniscidae. Inga underarter finns listade i Catalogue of Life.